# Луковиця-при-Домжалах
Луковиця-при-Домжалах (словен. Lukovica pri Domžalah) — поселення в общині Луковиця, Осреднєсловенський регіон, Словенія. Висота над рівнем моря: 340,1 м.